# Charles Scott (crosse)
Pour les articles homonymes, voir Charles Scott.
Charles Hubert Scott, né le 27 octobre 1883 à Bowdon et mort le 7 novembre 1954 à Ilkley, est un joueur britannique de crosse.

## Biographie
Charles Scott fait partie de l'équipe nationale britannique médaillée d'argent aux Jeux olympiques d'été de 1908 à Londres. Les Britanniques perdent le seul match de la compétition contre les Canadiens sur le score de 14 à 10.